# La Houssaye-Béranger
La Houssaye-Béranger là một xã thuộc tỉnh Seine-Maritime trong vùng Normandie miền bắc nước Pháp.

## Huy hiệu
| Arms of La Houssaye-Béranger | The arms of La Houssaye-Béranger are blazoned: Azure, a chevron argent between 2 anchors and a cow passant Or, a chief per pale 1 Gules, a mitre Or, and 2 paly Or and gules. |

## Dân số
| Năm | 1962 | 1968 | 1975 | 1982 | 1990 | 1999 | 2006 |
| --- | ---- | ---- | ---- | ---- | ---- | ---- | ---- |
| Dân số | 252  | 264  | 260  | 360  | 427  | 498  | 533  |
| From the year 1962 on: No double counting—residents of multiple communes (e.g. students and military personnel) are counted only once. |      |      |      |      |      |      |      |